# Maizilly
Maizilly ist eine französische Gemeinde mit 322 Einwohnern (Stand: 1. Januar 2022) im Département Loire in der Region Auvergne-Rhône-Alpes. Die Gemeinde gehört zum Arrondissement Roanne und zum Kanton Charlieu. Die Einwohner werden Maizillons genannt.

## Geografie
Maizilly liegt etwa 20 Kilometer nordöstlich von Roanne. An der nordwestlichen Gemeindegrenze verläuft der Fluss Botoret. Umgeben wird Maizilly von den Nachbargemeinden Tancon im Norden, Coublanc im Osten, Mars im Süden, Saint-Denis-de-Cabanne im Westen sowie Saint-Martin-de-Lixy im Nordwesten.

## Bevölkerungsentwicklung
| Jahr                       | 1962 | 1968 | 1975 | 1982 | 1990 | 1999 | 2006 | 2017 |
| Einwohner                  | 366  | 347  | 291  | 283  | 273  | 296  | 317  | 337  |
| Quellen: Cassini und INSEE |      |      |      |      |      |      |      |      |

## Sehenswürdigkeiten
- Himmelfahrts-Kirche (Église de l’Assomption)

## Weblinks

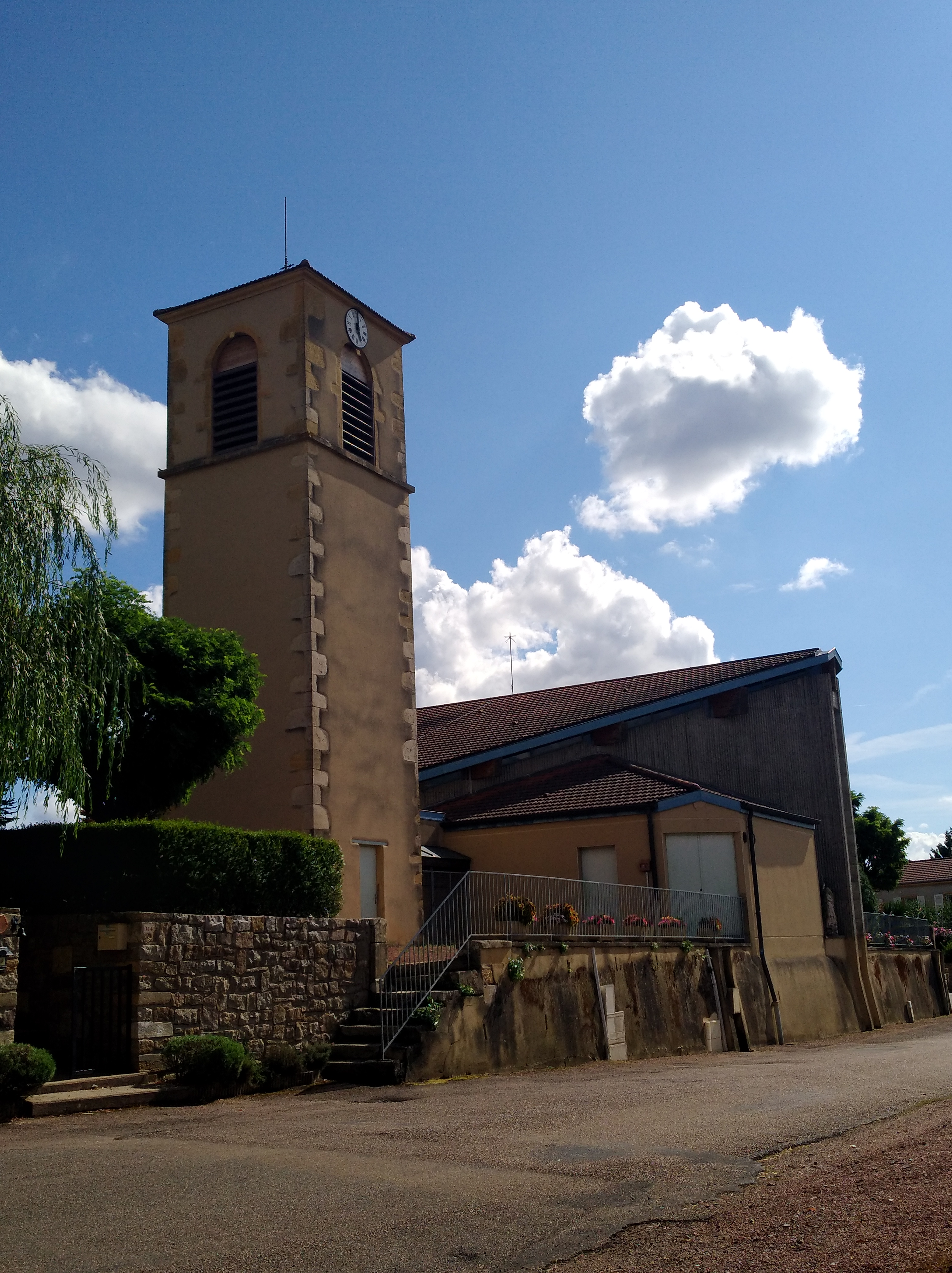
Himmelfahrts-Kirche